# Richard Hageman
Richard Hageman (9 de julio de 1881 - 6 de marzo de 1966) fue un director de orquesta, pianista y compositor estadounidense nacido en los Países Bajos.

## Biografía
Hageman nació y se crio en Leeuwarden (Frisia), Países Bajos. Era hijo de Maurits Hageman de Zutphen, violinista, pianista y director de orquesta, y de Hester Westerhoven de Ámsterdam, cantante que actuaba bajo el nombre de Francisca Stoetz. Tuvo desde niño una gran habilidad para el piano y con seis años ya era concertista. Estudió en los conservatorios de Ámsterdam y Bruselas y en 1899 debutó como dierctor de la Nederlandsche Opera. Se convirtió en director artístico brevemente en 1903, el mismo año en que se casó con la soprano Rosina van Ophemert, quien tomó el nombre artístico de Rosina van Dyke/van Dyck (Rosina van Dijk era el apellido de soltera de su abuela). Durante un tiempo acompañó al piano a la mezzosoprano alemana Mathilde Marchesi en París. Viajó a Estados Unidos en 1906 para acompañar a la cantante francesa Yvette Guilbert en una gira nacional. Se quedó y finalmente se convirtió en ciudadano estadounidense en 1925. Rosina cantó en el Metropolitan Opera, pero la pareja tuvo un amargo divorcio en 1916. Su segunda y tercera esposa también fueron cantantes — Renee Thornton y Eleanore Rogers.
Fue director de orquesta y pianista de la Ópera Metropolitana entre 1908 y 1922, y de 1935 a 1936, director del departamento de ópera del Instituto Curtis de 1925 a 1930 y director musical de la Ópera Cívica de Chicago y la Ópera del Festival de Ravinia durante siete años. Hageman también enseñó canto y piano en el Chicago Musical College en la década de 1920, donde uno de sus notables estudiantes fue Ray Turner, quien pasó a tocar con la Orquesta de Paul Whiteman, trabajó como pianista en Paramount Studios durante más de 20 años y fue un popular artista de grabaciones y conciertos.
Hageman fue director invitado de orquestas como las orquestas sinfónicas de Chicago, Filadelfia y Los Ángeles. Dirigió los conciertos de verano de la Orquesta de Filadelfia durante cuatro años, y de 1938 a 1943 dirigió los conciertos de verano del Hollywood Bowl.
Es conocido en la comunidad cinematográfica por su trabajo como actor y compositor de bandas sonoras, sobre todo por su trabajo en varias películas de John Ford a finales de la década de 1930 y después de la guerra a fines de la década de 1940. Compartió un premio Óscar por su partitura para La diligencia de Ford en 1939 y fue nominado por la partitura de This Woman Is Mine (1941). Interpretó papeles menores en once películas, por ejemplo, como director de ópera Carlo Santi en El gran Caruso. Se convirtió en miembro de ASCAP en 1950.
Hageman también compuso música vocal más seria. Su ópera Caponsacchi de 1931, estrenada en Friburgo con el título Tragödie in Arezzo en 1932, se representó en el Metropolitan Opera en 1937 con Mario Chamlee en el papel principal. Su "drama de concierto" The Crucible se representó en Los Ángeles en 1943. Si bien sus grandes composiciones musicales rara vez se escuchan hoy en día, algunas de sus canciones artísticas son conocidas y muy apreciadas, especialmente "Do Not Go, My Love", inspirado en un poema de Rabindranath Tagore.
Fue patrocinador nacional de Delta Omicron, una fraternidad internacional de música profesional.  Murió, a los 84 años, en Beverly Hills.

## Canciones publicadas
- Do Not Go, My Love (Rabindranath Tagore), Winthrop Rogers/G. Schirmer, 1917
- May Night (Tagore), 1917
- The Cunning Little Thing (Unknown Author), Winthrop Rogers, 1917
- At the Well (Tagore), Winthrop Rogers/G. Schirmer, 1919
- Happiness (Jean Ingelow), Winthrop Rogers/G. Schirmer, 1917/1920
- Charity (Emily Dickinson), G. Schirmer, 1921
- Nature's Holiday (T. Nash), 1921
- Ton coeur est un tombeau (Jacques Boria), G. Schirmer 1921
- Animal Crackers (C. Morley), G. Schirmer, 1922
- Evening (Anonymous text), Ricordi, 1922
- Christ Went Up Into the Hills (Katherine Adams), Carl Fischer, 1924
- Me Company Along (James Stephens), Carl Fischer, 1925
- Grief (Ernest Dowson), Carl Fischer, 1928
- Dawn shall over Lethe Break (Hilaire Belloc), Boosey & Hawkes, 1934
- The Donkey (G. K. Chesterton), Boosey & Hawkes, 1934
- The Little Dancers (Laurence Binyon), Boosey & Hawkes, 1935
- The Night Has a Thousand Eyes (F. W. Bourdillon), Boosey & Hawkes, 1935
- Christmas Eve, A Joyful Song (Joyce Kilmer), Galaxy, 1936 (arranged for mixed chorus by Philip James, Galaxy, 1937)
- The Rich Man (Franklin P. Adams), Galaxy, 1937
- Song without Words (vocalise for coloratura voice with piano), Carl Fischer, 1937
- This Thing I do: a soliloquy for baritone voice with piano accompaniment (Arthur Goodrich), Carl Fischer, 1937
- Music I Heard with You (Conrad Aiken), Galaxy, 1938
- Sundown (Lew Sarett), Carl Fischer, 1938 and 1942
- To a Golden-haired girl (Vachel Lindsay), Carl Fischer, 1938
- Miranda (Hilaire Belloc), Galaxy, 1940
- Mother (Margaret Widdemer), Galaxy, 1940
- Love in the winds (Richard Hovey), Galaxy, 1941
- Little Things (Witter Bynner), Galaxy, 1943
- Voices (Witter Bynner), Galaxy, 1943
- Don Juan Gomez (Elizabeth Jane Coatsworth), Galaxy, 1944
- Fear not the Night (Robert Nathan), Carl Fischer, 1944
- Lift Thou the Burdens, Father, a sacred song (Katherine Call Simonds), Galaxy, 1944
- En una noche serena/Alone in the night (Andres de Segurola, tr. Robert B. Falk), Galaxy, 1945
- Contrasts (Elizabeth Jane Coatsworth), Galaxy, 1946
- The Fiddler of Dooney (William Butler Yeats), G. Schirmer, 1946
- A Lady comes to an Inn (Elizabeth Jane Coatsworth), Galaxy, 1947
- The Fox and the Raven (Guy Wetmore Carryl), Galaxy, 1948
- The Summons (Tagore), Galaxy, 1949
- Is it you? (Robert Nathan), Galaxy, 1951
- Trade Winds (John Masefield), Galaxy, 1952
- Scherzetto (Alfred Kreymborg), Galaxy, 1952
- All Paths Lead to you (Blanche Shoemaker Wagstaff), Galaxy, 1953
- Let me Grow Lovely (Karle Wilson Baker), Carl Fischer, 1953
- Sleep Sweet (Ellen Huntington Gates), Galaxy, 1953
- Walk slowly (Adelaide Love), Carl Fischer, 1953
- I see His Blood upon the Rose (Joseph M. Plunkett), Galaxy, 1954
- Velvet Shoes (Elinor Wylie), Galaxy, 1954
- How to go and Forget (Edwin Markham), G. Schirmer, 1956
- Praise (Seumas O'Sullivan), G. Schirmer, 1956
- Under the Willows: Shoshone love song (Mary Hunter Austin), G. Schirmer, 1957
- When the Wind is Low (Cale Young Rice), Galaxy, 1957
- Die Stadt/The Town (Theodor Storm, tr. Robert Nathan), G. Schirmer, 1958
- Betterliebe/Beggar's Love (Theodor Storm, tr. Robert Nathan), G. Schirmer, 1958
- Am Himmelstor/At Heaven's Door (Conrad F. Meyer, tr. Robert Nathan), G. Schirmer, 1958
- Nocturne (Jean Moréas, tr. Robert Nathan), G. Schirmer, 1960
- So love returns, (Robert Nathan), Ricordi, 1960

## Bandas sonoras de películas
A Hageman se le atribuye la partitura de unas 20 películas, y sus composiciones se han utilizado en muchas películas adicionales.
Siete de las partituras fueron para películas dirigidas por John Ford. Kathryn Marie Kalinak escribió que Ford "obtuvo un gran rendimiento de las personas con las que trabajó y, a menudo, aquellos con los que fue más duro produjeron el mejor trabajo de sus carreras. Uno de ellos fue Richard Hageman, a pesar de la Orquesta de Filadelfia".
- La diligencia (1939)
- The Howards of Virginia (1940)
- The Long Voyage Home (1940)
- The Frozen Ghost (1945)
- El fugitivo (1947)
- Fort Apache (1948)
- 3 Godfathers (1948)
- She Wore a Yellow Ribbon (1949)
- Wagon Master (1950).
- Adventure in Vienna (1952)